# اورلان
اورلان (انگلیسی: Orlan؛ زادهٔ ۳۰ مهٔ ۱۹۴۷) با نام اصلی میریل سوزان فرانتس پورته (فرانسوی: Mireille Suzanne Francette Porte‎) یک زن هنرمند معاصر فرانسوی است که به دلیل کار با جراحی پلاستیک در اوایل تا اواسط دهه ۱۹۹۰ مشهور است. او به عنوان پیشگام در هنرهای بدنی شناخته می‌شود که نوعی از تصویربرداری از خود است که هنرمند از اصلاح بدن برای تغییر ظاهر خود استفاده می‌کند. او نام مستعار «اورلان» را در سال ۱۹۷۱ انتخاب کرد. هم‌اکنون او در لس آنجلس، نیویورک و پاریس زندگی و کار می‌کند.